# Chiloglanis kalambo
Chiloglanis kalambo é uma espécie de peixe da família Mochokidae, endémica da Tanzânia. Os seus habitats naturais são rios.